# London Missionary Society

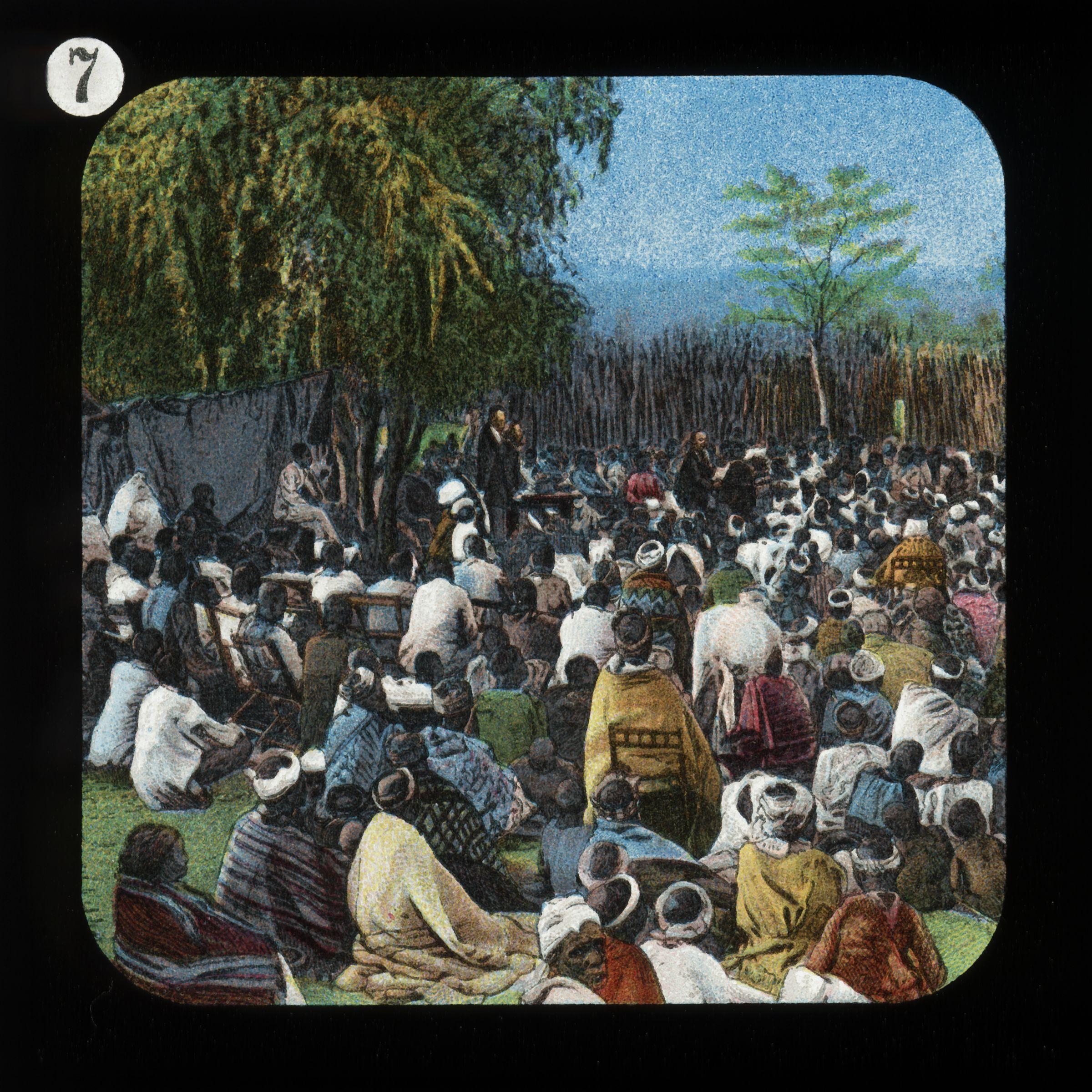
London Missionary Society a realizat în jurul anului 1900 o serie de diapozitive pentru lanterna magică care descriu eforturile misionare ale lui David Livingstone.

London Missionary Society a fost o societate misionară predominant congregaționalistă înființată în Anglia în 1795, la inițiativa pastorului congregaționalist galez Edward Williams, care lucra cu misionarii anglicanii evanghelici și cu diverși neconformiști. A avut în mare măsură o viziune calvinistă, cu misiuni congregaționaliste în Oceania, Africa și America, deși au fost implicați și misionari prezbiterieni (cunoscuți pentru activitatea desfășurată în China), metodiști, baptiști și alți protestanți. Societatea face parte acum din Council for World Mission (CWM).

## Origini
În 1793 Edward Williams, care era atunci pastor la Carr's Lane, Birmingham, a trimis o scrisoare bisericilor din Midland, în care susținea necesitatea evanghelizării mondiale și a trimiterii de misionari în străinătate. Ideea sa a fost acceptată și Williams a început să joace un rol activ în planul de înființare a unei societăți misionare. A părăsit Birminghamul în 1795, devenind pastor la Masbrough, Rotherham și profesor la Academia Masbrough nou-înființată. Tot în 1793, clericul anglican John Eyre din Hackney a fondat Evangelical Magazine. El a avut sprijinul pastorului John Love și al congregaționaliștilor Edward Parsons și John Townshend (1757-1826).

## Începuturi
Joseph Hardcastle de la Hatcham House, Deptford a devenit primul trezorier, iar pastorul John Eyre de la Hackney (redactor al Evangelical Magazine) a devenit primul secretar al Missionary Society - numirea acestuia oferind societății un „ziar” pentru a-și promova cauza. Comitetul de conducere al Missionary Society a început în scurt timp intervievarea potențialilor candidați. În 1800 viitorii misionari au fost trimiși să urmeze cursuri cu pastorul David Bogue de la Gosport pentru a fi pregătiți să-și desfășoarea misiunea.

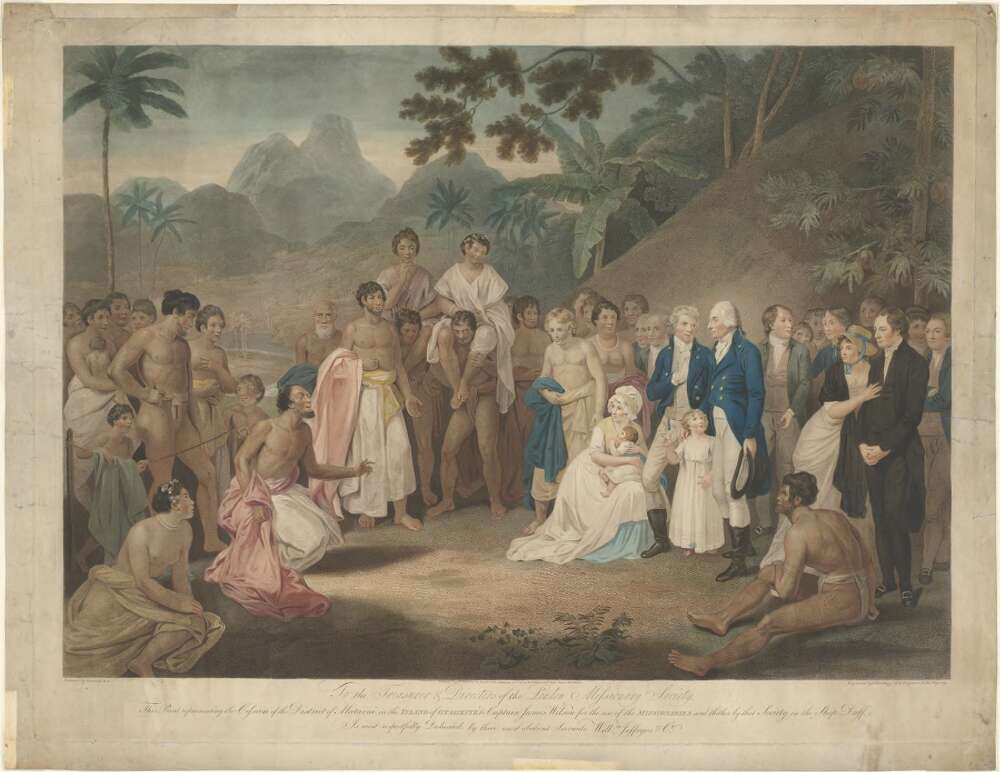
Cedarea districtului Matavai al insulei Tahiti către căpitanul James Wilson pentru a fi folosit de misionari.

Căpitanul James Wilson s-a oferit să-i transporte pe misionari la destinație, fără plată. Societatea a reușit să achiziționeze corabia Duff, de 267 de tone, care putea transporta 18 membri ai echipajului și 30 de misionari. La șapte luni după ce corabia a părăsit portul Woolwich la sfârșitul anului 1796, a ajuns în Tahiti, unde au coborât șaptesprezece misionari. Misionarii erau instruiți să devină prietenoși cu localnicii, să construiască o casă a misiunii care să fie folosită atât ca reședință, cât și ca biserică, și să învețe limba băștinașilor. Au apărut însă probleme neprevăzute. Localnicii aveau arme de foc și erau nerăbdători să pună mâna pe bunurile misionarilor. Echipajele navelor care acostaseră acolo mai demult aduseseră boli și îi molipsiseră pe tahitieni. Localnicii credeau că au fost pedepsiți de zei pentru ospitalitatea arătată de ei și i-au primit cu multă suspiciune pe misionari. Dintre cei șaptesprezece misionari care au sosit în Tahiti, opt s-au îmbarcat în curând pe prima navă britanică care a ajuns în Tahiti.
Când Duff s-a întors în Marea Britanie, ea a fost imediat trimisă înapoi la Tahiti cu încă treizeci de misionari. Această călătorie s-a dovedit a fi dezastruoasă. Un corsar francez a capturat corabia, i-a debarcat pe prizonieri la Montevideo și i-a vândut. Cheltuielile acestei călătorii s-au ridicat la zece mii de lire sterline, ceea ce au fost devastatoare pentru societate. Ea și-a revenit treptat pe plan financiar și în 1807 a reușit să înființeze o misiune la Guangzhou (Canton), China, sub conducerea lui Robert Morrison.
Un alt misionar care a lucrat în China a fost John Kenneth Mackenzie. Originar din orașul englezesc Yarmouth, el a activat la Hankow și Tianjin.
În 1817 Edward Stallybrass a fost trimis în Rusia pentru a înființa o misiune în mijlocul populației buriate din Siberia. Misiunea a obținut acordul împăratului Alexandru I al Rusiei, dar a fost desființată în 1840 de succesorul său, Nicolae I. Alături de Stallybrass au lucrat Cornelius Rahmn din Suedia, William Swan și Robert Yuille din Scoția.

## Activitatea ulterioară și misionari notabili
În 1818 societatea a fost redenumită The London Missionary Society.
Societatea a trimis curând misionari din întreaga lume, în special în India, China, Australia, Madagascar și Africa. Unii dintre cei mai cunoscuți misionari ai LMS sunt următorii:
- Robert Morrison (1782-1834), care a plecat în China în 1807;
- John Smith (1790-1824) a fost un misionar LMS a cărui activitate în Indiile Occidentale, începând din anul 1817, a atras atenția militantului antisclavie William Wilberforce. Ca urmare a acțiunilor sale din cadrul rebeliunii din Demerara din 1823, a judecării sale de către curtea marțială și a morții sale ulterioare în 1824, în timpul detenției, Smith a devenit cunoscut sub numele de „martirul Demerara”.[5]
- John Abbs (1810-1888) care a plecat în India în 1837. El a trăit douăzeci și doi de ani în regatul Travancoredin sudul Indiei.[6]
- James Legge (1815-1897), sinolog;
- David Livingstone (1813-1873), care a plecat în Africa de Sud în 1840;
- Griffith John (1831-1912), care a activat din 1855 în Hubei, Hunan, China;
- John Mackenzie (1835-1899), care a plecat în Africa de Sud în 1858, a luptat pentru drepturile africanilor și împotriva rasismului burilor și a contribuit la instituirea Protectoratului Bechuanaland (actuala Botswana);
- Ernest Cromwell Peake (1899-1922) care a adus „medicina occidentală” în Hengchow, China;
- Eric Liddell, medaliat cu aur în cursa de 400 de metri la Jocurile Olimpice din 1924, a servit ca misionar LMS în China.

## Legături externe
Materiale media legate de London Missionary Society la Wikimedia Commons
- The Council for World Mission (which incorporated the former LMS)
- Pilots website Youth organisation originally established to support the LMS
- Lucrări de London Missionary Society la Proiectul Gutenberg
- Works by or about London Missionary Society at Internet Archive
- Griqua Coinage
- The papers of the London Missionary Society, and the Council for World Mission are held at SOAS Archives